# Paolo Timossi
Paolo Timossi (fl. XX secolo) è stato un calciatore italiano, di ruolo portiere.

## Carriera
Con il Casale disputa 19 gare nei campionati di Prima Divisione 1924-1925 e Divisione Nazionale 1926-1927. Lascia i nerostellati nel 1928.